# Krzysztof Kołbasiuk
Krzysztof Kołbasiuk, född 17 september 1952 i Szczecin, död 3 mars 2006 i Warszawa, var en polsk skådespelare.